# خيرة بنت أبي حدرد الأسلمي
أم الدرداء خيرة بنت أبي حدرد الأسلمي صحابية وراوية للحديث، وهي زوجة الصحابي أبو الدرداء الأنصاري.

## إسلامها
تأخر إسلام أم الدرداء وزوجها فقيل أنهما أسلما يوم بدر، بل وقيل أنه آخر من أسلم من الأنصار. وسبب ذلك أن زوجها كان متعلقًا بصنم له، وكان عبد الله بن رواحة أخا له قبل الإسلام. كان عبد الله يدعوه إلى الإسلام فيقول: «يا عويمر، أترضى أن تكون آخر دارك إسلامًا؟»، فيأبى أبو الدرداء. وذات يوم خرج أبو الدرداء من داره، فجاء ابن رواحة فحطّم الصنم. وحين عاد أبو الدرداء، سأل امرأته عن ذلك، فأخبرته: «أنه أخوك عبد الله بن رواحة دخل فصنع ما ترى». فنظر أبو الدرداء إلى الصنم المحطم وغضب وقال: «لو كان عند هذا خير لدافع عن نفسه»، ثم انطلق إلى ابن رواحة وقال له: «اصحبني إلى محمد»، وأسلم وأسلمت معه زوجته.
ولأم الدرداء رواية لخمسة أحاديث عن النبي محمد وعن زوجها، وروى عنها صفوان بن عبد الله بن صفوان وميمون بن مهران وزيد بن أسلم ويونس بن ميسرة وأبو سلمة التجيبي.وقد توفيت أم الدرداء قبل أبي الدرداء بسنتين، وكانت وفاتها بالشام في خلافة عثمان بن عفان.